# Liste der denkmalgeschützten Objekte im Okres Karlovy Vary
Grundlage dieser Liste der denkmalgeschützten Objekte im Okres Karlovy Vary ist die ÚSKP-Liste (tschechisch Ústřední seznam kulturních památek České republiky ‚Zentrale Liste der Kulturdenkmäler der Tschechischen Republik‘), die von der tschechischen Denkmalschutzbehörde NPÚ (tschechisch Národní památkový ústav ‚Nationale Denkmalbehörde‘) seit 1987 geführt wird und an die seit dem Jahre 1850 geschaffenen Listen anschließt.
Die folgenden Angaben ersetzen nicht die rechtsverbindliche Auskunft der Denkmalbehörde.
Die denkmalgeschützten Objekte werden hier für die einzelnen Gemeinden im Okres Karlovy Vary aufgelistet.
Außerdem gibt es separate Listen für folgende Orte:
- Liste der denkmalgeschützten Objekte in Bečov nad Teplou
- Liste der denkmalgeschützten Objekte in Bochov
- Liste der denkmalgeschützten Objekte in Boží Dar
- Liste der denkmalgeschützten Objekte in Horní Blatná
- Liste der denkmalgeschützten Objekte in Hroznětín
- Liste der denkmalgeschützten Objekte in Chyše
- Liste der denkmalgeschützten Objekte in Jáchymov
- Liste der denkmalgeschützten Objekte in Karlovy Vary
- Liste der denkmalgeschützten Objekte in Nejdek
- Liste der denkmalgeschützten Objekte in Ostrov nad Ohří
- Liste der denkmalgeschützten Objekte in Pšov
- Liste der denkmalgeschützten Objekte in Štědrá
- Liste der denkmalgeschützten Objekte in Toužim
- Liste der denkmalgeschützten Objekte in Valeč
- Liste der denkmalgeschützten Objekte in Žlutice

## Abertamy(Abertham)
| Lage                              | Objekt                                                            | Beschreibung                  | ÚSKP-Nr.                 | Bild           |
| --------------------------------- | ----------------------------------------------------------------- | ----------------------------- | ------------------------ | -------------- |
| Abertamy (Standort)               | Kirche der Vierzehn Nothelfer (Kostel Čtrnácti svatých pomocníků) | Kirche der Vierzehn Nothelfer | 45867/4-721 Info Katalog | weitere Bilder |
| Abertamy, Hornická 286 (Standort) | Villa Nr. 286                                                     | Villa                         | 102902 Info Katalog      | BW             |
| Hřebečná (Standort)               | Zinnerz-Stollen Mauritius                                         | Zinnerz-Stollen Mauritius     | 20063/4-829 Info Katalog | weitere Bilder |

## Andělská Hora(Engelhaus)
| Lage                                                   | Objekt                                                | Beschreibung                              | ÚSKP-Nr.                 | Bild           |
| ------------------------------------------------------ | ----------------------------------------------------- | ----------------------------------------- | ------------------------ | -------------- |
| Andělská Hora, am nördlichen Rand des Dorfs (Standort) | Burg Andělská Hora (Hrad Engelsburg)                  | Burg Andělská Hora (Burgruine Engelsburg) | 29616/4-724 Info Katalog | weitere Bilder |
| Andělská Hora (Standort)                               | Dreifaltigkeitskapelle (Kostel Nejsvětější Trojice)   | Dreifaltigkeitskapelle                    | 14720/4-722 Info Katalog | weitere Bilder |
| Andělská Hora (Standort)                               | Erzengel-Michaels-Kirche (Kostel Archanděla Michaela) | Erzengel-Michaels-Kirche                  | 19264/4-723 Info Katalog | weitere Bilder |

## Božičany(Poschetzau)
| Lage                   | Objekt            | Beschreibung | ÚSKP-Nr.                  | Bild           |
| ---------------------- | ----------------- | ------------ | ------------------------- | -------------- |
| Božičany (Standort)    | Kapelle           | Kapelle      | 10447/4-4801 Info Katalog | weitere Bilder |
| Božičany 30 (Standort) | Bauernhaus Nr. 30 | Bauerngehöft | 41347/4-765 Info Katalog  | weitere Bilder |

## Bražec(Bergles)
| Lage                                                                   | Objekt | Beschreibung                                                                                   | ÚSKP-Nr.                 | Bild |
| ---------------------------------------------------------------------- | ------ | ---------------------------------------------------------------------------------------------- | ------------------------ | ---- |
| Bražec, nördlich von Bochov und nordnordwestlich von Bražec (Standort) | Feste  | Festung, archäologische Spuren. Bis zum Jahr 2015 auf dem Truppenübungsplatz Hradiště gelegen. | 30611/4-922 Info Katalog | BW   |

## Březová(Pirkenhammer)
| Lage                                | Objekt           | Beschreibung             | ÚSKP-Nr.                  | Bild           |
| ----------------------------------- | ---------------- | ------------------------ | ------------------------- | -------------- |
| Březová, Keramická 5/25 (Standort)  | Bauernhaus Nr. 5 | Bauerngehöft             | 10439/4-4833 Info Katalog | weitere Bilder |
| Březová, Staromlýnská 26 (Standort) | Alte Mühle       | Wassermühle – Alte Mühle | 101816 Info Katalog       | weitere Bilder |

## Čichalov(Sichlau)
| Lage                                              | Objekt                                                      | Beschreibung                       | ÚSKP-Nr.                  | Bild           |
| ------------------------------------------------- | ----------------------------------------------------------- | ---------------------------------- | ------------------------- | -------------- |
| Čichalov, Hügel am nördlichen Ortsrand (Standort) | Feste                                                       | Festung, archäologische Spuren     | 42018/4-778 Info Katalog  | BW             |
| Čichalov (Standort)                               | Allerheiligenkirche (Kostel Všech svatých)                  | Allerheiligenkirche                | 30073/4-777 Info Katalog  | weitere Bilder |
| Čichalov (Standort)                               | Kapelle der hl. Peter und hl. Paul (Kaple sv. Jana a Pavla) | Kapelle der hl. Peter und hl. Paul | 22529/4-4743 Info Katalog | weitere Bilder |
| Mokrá (Standort)                                  | Bildstock                                                   | Bildstock                          | 28362/4-947 Info Katalog  | BW             |
| Štoutov (Standort)                                | Wegkreuz                                                    | Wegkreuz                           | 37785/4-1054 Info Katalog | weitere Bilder |

## Dalovice(Dallwitz)
| Lage                                                          | Objekt                                            | Beschreibung                   | ÚSKP-Nr.                  | Bild           |
| ------------------------------------------------------------- | ------------------------------------------------- | ------------------------------ | ------------------------- | -------------- |
| Dalovice 114/29 (Standort)                                    | Schloss Dalovice                                  | Schloss Dalovice               | 38621/4-779 Info Katalog  | weitere Bilder |
| Dalovice, auf der Ostseite des Hofes (am Kuhstall) (Standort) | Feste Dalovice                                    | Festung, archäologische Spuren | 36371/4-780 Info Katalog  | weitere Bilder |
| Dalovice (Standort)                                           | Maria-Trost-Kirche (Kostel Panny Marie Těšitelky) | Maria-Trost-Kirche             | 51950/4-5272 Info Katalog | weitere Bilder |
| Vysoká, Borská 113/18 (Standort)                              | Wohnhaus Nr. 113                                  | Bürgerhaus                     | 32089/4-782 Info Katalog  | weitere Bilder |
| Vysoká 10 (Standort)                                          | Wohnhaus Nr. 10                                   | Wohnhaus                       | 35023/4-781 Info Katalog  | weitere Bilder |

## Děpoltovice(Tüppelsgrün)
| Lage                                 | Objekt                                  | Beschreibung                            | ÚSKP-Nr.                  | Bild           |
| ------------------------------------ | --------------------------------------- | --------------------------------------- | ------------------------- | -------------- |
| Děpoltovice 1 (Standort)             | Schloss Tüppelsgrün (Zámek Děpoltovice) | Schloss                                 | 24771/4-785 Info Katalog  | weitere Bilder |
| Děpoltovice (Standort)               | Kirche St. Michael                      | Kirche St. Michael (Kostel sv. Michala) | 24282/4-784 Info Katalog  | weitere Bilder |
| Děpoltovice 71 (Standort)            | Gasthaus                                | Gasthaus                                | 33071/4-786 Info Katalog  | weitere Bilder |
| Nivy, auf dem Čankov-Berg (Standort) | Sühnekreuz                              | Sühnekreuz                              | 50882/4-5139 Info Katalog | BW             |
| Nivy (Standort)                      | Kapelle Nivy                            | Kapelle                                 | 50883/4-5142 Info Katalog | weitere Bilder |

## Doupovské Hradiště
| Lage                                            | Objekt                                                    | Beschreibung | ÚSKP-Nr.                  | Bild           |
| ----------------------------------------------- | --------------------------------------------------------- | --- | ------------------------- | -------------- |
| Svatobor, k. ú. Doupovské Hradiště (Standort)   | Kirche Mariä Himmelfahrt (Kostel Nanebevzetí Panny Marie) | Barockkirche Mariä Himmelfahrt. 1963: als Ruine an den Seiten des Chores nur die Außenmauern erhalten, 1966: abgebrannt. | 31612/4-1040 Info Katalog | weitere Bilder |
| Bražec, pův. k. ú. Bražec u Hradiště (Standort) | Kreuzstein                                                | Sühnestein – Kreuzstein (2008 gestohlen)                                                                                 | 13028/4-4955 Info Katalog | BW             |

## Hájek(Grasengrün)
| Lage                                                             | Objekt                                                        | Beschreibung                                                  | ÚSKP-Nr.                 | Bild           |
| ---------------------------------------------------------------- | ------------------------------------------------------------- | ------------------------------------------------------------- | ------------------------ | -------------- |
| Hájek, in der Ortsmitte hinter dem Gemeindeamt Nr. 68 (Standort) | Feste                                                         | Feste, zerstört im 14. Jhdt.                                  | 20551/4-802 Info Katalog | weitere Bilder |
| Hájek ()                                                         | befestigte Höhensiedlung                                      | befestigte Höhensiedlung (2004 nicht gefunden)                | 36452/4-801 Info Katalog |                |
| Nová Víska (Standort)                                            | Kapelle des hl. Johannes von Nepomuk und Dreifaltigkeitssäule | Kapelle des hl. Johannes von Nepomuk und Dreifaltigkeitssäule | 102638 Info Katalog      | weitere Bilder |

## Hory(Horn b. Neusattl)
| Lage                         | Objekt                    | Beschreibung                                                            | ÚSKP-Nr.                  | Bild           |
| ---------------------------- | ------------------------- | ----------------------------------------------------------------------- | ------------------------- | -------------- |
| Hory (Standort)              | Zwei Haufen Eisenschlacke | ehem. Eisenhütte, nur archäologische Spuren (zwei Haufen Eisenschlacke) | 15421/4-821 Info Katalog  | BW             |
| Hory, u Vildenavy (Standort) | Sühnekreuz                | Sühnekreuz                                                              | 10183/4-4976 Info Katalog | weitere Bilder |

## Vojenský újezd Hradiště(Truppenübungsplatz Hradiště)
| Lage                                                                | Objekt                | Beschreibung | ÚSKP-Nr.                  | Bild                  |
| ------------------------------------------------------------------- | --------------------- | --- | ------------------------- | --------------------- |
| Dolní Lomnice, vrch Pustý zámek, k. ú. Bražec u Hradiště (Standort) | Burgstätte – Hradiště | Befestigte Siedlung – archäologische Spuren                                                                                       | 33196/4-1019 Info Katalog | Burgstätte – Hradiště |
| Bražec, k. ú. Bražec u Hradiště (Standort)                          | Burgstätte            | Befestigte Siedlung – archäologische Spuren                                                                                       | 30487/4-775 Info Katalog  | weitere Bilder        |
| Zakšov, nordöstlich von Karlsbad und westlich von Doupov (Standort) | Feste Zakšov          | Festung, archäologische Spuren, im nicht mehr existierenden Dorf Zakšov (Sachsengrün)                                             | 23912/4-1138 Info Katalog | BW                    |
| Žďár u Hradiště, Kloboukový vrch (653 m) (Standort)                 | Hrádek Maleš          | Burgruine Maleš, im nicht mehr existierenden Dorf Žďár (Saar bei Duppau) oder im nicht mehr existierenden Dorf Maleš (Mohlischen) | 31727/4-940 Info Katalog  | BW                    |
| Radošov, südwestlich von Jírov auf dem Berg Hradiště (Standort)     | Burgruine Radošov     | Burgruine, archäologische Spuren                                                                                                  | 16111/4-867 Info Katalog  | BW                    |

## Krásné Údolí(Schönthal)
| Lage                                                                      | Objekt                                          | Beschreibung | ÚSKP-Nr.                  | Bild           |
| ------------------------------------------------------------------------- | ----------------------------------------------- | --- | ------------------------- | -------------- |
| Krásné Údolí, südwestlich vom Stadtplatz (Standort)                       | Kirche des hl. Laurentius (Kostel sv. Vavřince) | Kirche des hl. Laurentius. Die einstöckige gotische Kirche wurde vermutlich in der zweiten Hälfte des 15. Jahrhunderts an der Stelle einer älteren Kapelle am ehemaligen Marktplatzes der alten Siedlung erbaut. Sein heutiges Erscheinungsbild wurde maßgeblich von späteren barocken Rekonstruktionen beeinflusst. | 30208/4-927 Info Katalog  | weitere Bilder |
| Krásné Údolí, Park auf der Ostseite des Stadtplatzes (Standort)           | Statue des hl. Johannes von Nepomuk             | Statue des hl. Johannes von Nepomuk – spätbarocker Sandstein, teilweise polychrome Statue des Heiligen in etwas unterdurchschnittlichen Größe, 1780 errichtet von Peter Klement. Sie steht auf einem niedrigen Sockel mit einer teilweise polychromen Gedenkinschrift in lateinischer Sprache.                       | 29018/4-4213 Info Katalog | weitere Bilder |
| Krásné Údolí, an der ehemaligen Straße I/20 westlich der Stadt (Standort) | Sühnekreuz                                      | Sühnekreuz. Monolithisches Steinkreuz ohne Inschrift oder Relief, ein gleichschenkliges Kreuz, etwa 1 m hoch, im Volksmund „Schwedenkreuz“ genannt. Die Vorderseite des Kreuzes ist glatt. Das im 19. Jahrhundert oben hinzugefügte Eiserne Kreuz fehlt heute.                                                       | 40210/4-928 Info Katalog  | weitere Bilder |

## Krásný Les(Schönwald)
| Lage                                 | Objekt                                                            | Beschreibung                       | ÚSKP-Nr.                 | Bild           |
| ------------------------------------ | ----------------------------------------------------------------- | ---------------------------------- | ------------------------ | -------------- |
| Krásný Les (Standort)                | Marienstatue mit Christus                                         | Marienstatue mit Christus          | 20563/4-926 Info Katalog | BW             |
| Krásný Les, Horní Hrad 9 (Standort)  | Wassermühle                                                       | Wassermühle                        | 104178 Info Katalog      | BW             |
| Krásný Les, Horní Hrad 13 (Standort) | Haus Nr. 13                                                       | Bauernhaus                         | 102640 Info Katalog      | weitere Bilder |
| Krásný Les (Standort)                | Kirche der hll. Peter und Paul (Kostel sv. Petra a Pavla)         | Kirche der hll. Peter und Paul     | 17413/4-924 Info Katalog | BW             |
| Horní Hrad (Standort)                | Schloss Hauenstein mit alter Feste (Zámek Hauenštejn s tvrzištěm) | Schloss Hauenstein mit alter Feste | 34249/4-819 Info Katalog | weitere Bilder |

## Kyselka(Gießhübl-Sauerbrunn)
| Lage                                                            | Objekt                                 | Beschreibung | ÚSKP-Nr.                  | Bild           |
| --------------------------------------------------------------- | -------------------------------------- | --- | ------------------------- | -------------- |
| Kyselka 36 (Standort)                                           | Stadtbad                               | Stadtbad (ohne Haus Nr. 36). Das weitläufige Gelände des Kyselka-Bads, dessen bedeutende Entwicklung 1867 begann, als der Verkauf von Sauerbrunn gepachtet und anschließend das gesamte Badegelände vom Kaufmann Heinrich Mattoni (1830–1910) gekauft wurde. Im Stil des Historismus wurden nach und nach eine Reihe bedeutender Badeeinrichtungen auf dem Gelände errichtet. | 21052/4-929 Info Katalog  | Stadtbad       |
| Kyselka čp. 29 (Standort)                                       | Mattoni-Fabrik                         | Mattoni-Fabrik ohne Flaschenlager und Abfüllanlage Elizabeth-Brunnen | 51304/4-930 Info Katalog  | weitere Bilder |
| Nová Kyselkanordwestlich vom Ort in Richtung Kyselka (Standort) | Feste                                  | Feste, archäologische Spuren | 44707/4-962 Info Katalog  | Feste          |
| Radošov (Standort)                                              | Sühnekreuz                             | Sühnekreuz | 37538/4-1124 Info Katalog | BW             |
| Radošov, am rechten Ufer der Eger (Standort)                    | Burgstätte (Hradiště Jazyk)            | Befestigte Siedlung – archäologische Spuren | 16431/4-1021 Info Katalog | BW             |
| Radošov, přes Ohři (Standort)                                   | Straßenbrücke über die Eger            | Straßenbrücke über die Eger | 15710/4-1020 Info Katalog | weitere Bilder |
| Radošov (Standort)                                              | Wenzelskirche (Kostel svatého Václava) | Wenzelskirche | 104274 Info Katalog       | weitere Bilder |

## Merklín(Merkelsgrün)
| Lage                  | Objekt      | Beschreibung | ÚSKP-Nr.                  | Bild           |
| --------------------- | ----------- | ------------ | ------------------------- | -------------- |
| Pstruží 39 (Standort) | Wassermühle | Wassermühle  | 51127/4-5256 Info Katalog | weitere Bilder |

## Mírová(Münchhof)
| Lage              | Objekt         | Beschreibung | ÚSKP-Nr.                  | Bild           |
| ----------------- | -------------- | ------------ | ------------------------- | -------------- |
| Mírová (Standort) | Kapelle Mírová | Kapelle      | 11134/4-5051 Info Katalog | weitere Bilder |

## Nová Role(Neu Rohlau)
| Lage                 | Objekt                                        | Beschreibung   | ÚSKP-Nr.                 | Bild           |
| -------------------- | --------------------------------------------- | -------------- | ------------------------ | -------------- |
| Nová Role (Standort) | Michaelskirche Nová Role (Kostel sv. Michala) | Michaelskirche | 22631/4-963 Info Katalog | weitere Bilder |

## Nové Hamry(Neuhammer)
| Lage                                                                                  | Objekt                                       | Beschreibung | ÚSKP-Nr.                  | Bild           |
| ------------------------------------------------------------------------------------- | -------------------------------------------- | --- | ------------------------- | -------------- |
| Nové Hamry, st. 221 (Standort)                                                        | Nepomuk-Kirche (Kostel sv. Jana Nepomuckého) | Kirche des hl. Johannes von Nepomuk. Spätbarocke einschiffige Kirche mit einem polygonalen Presbyterium, die 1789 auf dem Hügel des Dorfes erbaut wurde. Der westliche viereckige Turm mit pyramidenförmigem Dach wurde 1810 hinzugefügt. | 40094/4-965 Info Katalog  | weitere Bilder |
| Nové Hamry, gegenüber vom Eingang zur Kirche, vor der Transformatorstation (Standort) | Mariensäule                                  | Die Mariensäule (aus Granit) aus dem 18. Jahrhundert vom Stadtplatz in Neudek wurde 1988 nach Nové Hamry verlegt, wobei eine neue Skulptur der Jungfrau Maria aus den 1980er Jahren des Künstlers Karel Žák anstelle der Originalstatue aufgestellt wurde. Auf diesem Gelände, stand ein Denkmal für die Opfer des Ersten Weltkriegs, das 1946 entfernt wurde. In Nejdek wurde stattdessen eine neue 12 m hohe Mariensäule (aus Sandstein) anstelle der ursprünglichen Granitsäule aufgestellt, die vom akademischen Bildhauer Michael Moravec geschaffen wurde. Der Denkmalschutz für beide Mariensäulen ist aufgehoben. | 53063/4-953 Info Katalog  | weitere Bilder |
| Nové Hamry Nr. 19, bei der Kirche (Standort)                                          | Bauernhaus Nr. 19                            | Bauerngehöft. Das Berghaus aus der ersten Hälfte des 18. Jahrhunderts ist teilweise ein Backstein- und teilweise ein Holzgebäude mit einem rechteckigen Grundriss und einem überdachten Schieferdach. Der letzte ursprüngliche Teil der alten Gebäude. | 19505/4-4046 Info Katalog | weitere Bilder |

## Otročín(Landek)
| Lage                               | Objekt                                                            | Beschreibung | ÚSKP-Nr.                  | Bild                                                              |
| ---------------------------------- | ----------------------------------------------------------------- | --- | ------------------------- | ----------------------------------------------------------------- |
| Otročín, Dorfplatz (Standort)      | Skulpturengruppe des hl. Josef, hl. Franziskus, evtl. hl. Familie | Skulpturengruppe des hl. Josef, hl. Franziskus, evtl. hl. Familie                                                          | 19658/4-995 Info Katalog  | Skulpturengruppe des hl. Josef, hl. Franziskus, evtl. hl. Familie |
| Otročín, bei der Kirche (Standort) | Skulptur der hl. Familie                                          | Skulptur der hl. Familie                                                                                                   | 17508/4-994 Info Katalog  | Skulptur der hl. Familie                                          |
| Poseč (Standort)                   | Speicher bzw. Kapelle Poseč                                       | Kleines Wirtschaftsgebäude (auch als Kapelle oder Speicher bezeichnet), erbaut aus Bruchsteinen mit einem Krüppelwalmdach. | 24525/4-1008 Info Katalog | Speicher bzw. Kapelle Poseč                                       |

## Pernink(Bärringen)
| Lage               | Objekt                                             | Beschreibung              | ÚSKP-Nr.                  | Bild           |
| ------------------ | -------------------------------------------------- | ------------------------- | ------------------------- | -------------- |
| Pernink (Standort) | Kapelle Pernink                                    | Kapelle                   | 17316/4-1001 Info Katalog | weitere Bilder |
| Pernink (Standort) | Dreifaltigkeitskirche (Kostel Nejsvětější Trojice) | Dreifaltigkeitskirche     | 20359/4-1000 Info Katalog | weitere Bilder |
| Pernink (Standort) | Statue des Salvator Mundi                          | Statue des Salvator Mundi | 39141/4-1003 Info Katalog | weitere Bilder |

## Potůčky(Breitenbach)
| Lage               | Objekt                                                                          | Beschreibung                              | ÚSKP-Nr.                  | Bild           |
| ------------------ | ------------------------------------------------------------------------------- | ----------------------------------------- | ------------------------- | -------------- |
| Potůčky (Standort) | Kirche Mariä Heimsuchung und der hl. Anna (Kostel Navštívení P. Marie/sv. Anny) | Kirche Mariä Heimsuchung und der hl. Anna | 12444/4-4818 Info Katalog | weitere Bilder |
| Potůčky (Standort) | Stollen Wolfsgrube                                                              | Alter Erzstollen Wolfsgrube, Bergbaureste | 24415/4-817 Info Katalog  | weitere Bilder |
| Potůčky (Standort) | Erzstollen bei Bludná                                                           | Erzstollen bei Bludná, Stollen Susanne    | 105383 Info Katalog       | weitere Bilder |

## Sadov(Sodau)
| Lage                          | Objekt                                                     | Beschreibung                   | ÚSKP-Nr.                 | Bild           |
| ----------------------------- | ---------------------------------------------------------- | ------------------------------ | ------------------------ | -------------- |
| Bor (Standort)                | Kirche der hl. Maria Magdalena (Kostel sv. Maří Magdalény) | Kirche der hl. Maria Magdalena | 17902/4-757 Info Katalog | weitere Bilder |
| Bor (Standort)                | Bildstock                                                  | Bildstock                      | 33406/4-759 Info Katalog | Bildstock      |
| Bor, an der Kirche (Standort) | Sühnekreuz                                                 | Sühnekreuz                     | 41984/4-758 Info Katalog | weitere Bilder |

## Stanovice(Donawitz)
| Lage                         | Objekt               | Beschreibung         | ÚSKP-Nr.                  | Bild           |
| ---------------------------- | -------------------- | -------------------- | ------------------------- | -------------- |
| Stanovice 1 (Standort)       | Bauernhaus Nr. 1     | Bauerngehöft         | 45794/4-1030 Info Katalog | weitere Bilder |
| Stanovice 72 (Standort)      | Bauernhaus Nr. 72    | Bauerngehöft         | 24234/4-1031 Info Katalog | weitere Bilder |
| Horní Dražov (Standort)      | Kapelle des hl. Veit | Kapelle des hl. Veit | 28078/4-798 Info Katalog  | weitere Bilder |
| Nové Stanovice 13 (Standort) | Bauernhaus Nr. 13    | Bauerngehöft         | 15830/4-966 Info Katalog  | weitere Bilder |

## Stráž nad Ohří(Warta)
| Lage                                                                       | Objekt                                                             | Beschreibung | ÚSKP-Nr.                  | Bild                      |
| -------------------------------------------------------------------------- | ------------------------------------------------------------------ | --- | ------------------------- | ------------------------- |
| Stráž nad Ohří 1 (Standort)                                                | Mlýn                                                               | Die Mühle befindet sich nordöstlich des historischen Dorfzentrums in der Nähe der Egerbrücke am Pekelský-Bach. Der gesamte Komplex besteht aus mehreren Gebäuden: - Mühle. Ein Backsteinmühlengebäude aus der zweiten Hälfte des 19. Jahrhunderts. Einstöckiges Haus auf rechteckigem Grundriss, dessen breite Fassade zur Straße ausgerichtet ist. Die überdachte Verbindungsbrücke zwischen Mühle und Wirtschaftsgebäude ist mit Holzschalungen verkleidet. Das rechte Haus ist die ehem. Mühle. - Wirtschaftsgebäude mit Lagerhaus. Es diente ursprünglich als Scheune, die in der zweiten Hälfte des 19. Jahrhunderts erbaut wurde. Der südliche Teil des Gebäudes wird als Lagerhaus genutzt. Im Südosten ist es mit dem Mühlengebäude verbunden. - Getreidespeicher mit quadratischem Grundriss, ausgekleidet mit Bruchsteinen, zweistöckiger Torso, südlich der Mühle. | 106394 Info Katalog       | Mlýn                      |
| Stráž nad Ohří, bei der Kirche (Standort)                                  | Skulptur der Heiligen Dreifaltigkeit (Sousoší Nejsvětější Trojice) | Barocke Sandsteinskulptur der Heiligen Dreifaltigkeit aus dem Jahr 1704. Sie steht auf zwei prismatischen Sockeln. Auf dem unteren Sockel befindet sich eine unleserliche lateinische Inschrift. Der Standort der Skulptur wurde zweimal verlegt, derzeitiger Standort an der Kirche. | 27172/4-1035 Info Katalog | weitere Bilder            |
| Stráž nad Ohří (Standort)                                                  | Kirche St. Michael (Kostel svatého Michaela)                       | Der Komplex der Kirche St. Michael besteht aus der Kirche selbst und einem Gedenkkreuz: - Die einschiffige Kirche wurde 1768 im spätbarocken Stil erbaut, mit einem schmalen Chor auf rechteckigen Grundriss mit abgerundeten Ecken. Die Innenausstattung hauptsächlich im Stil der Neorenaissance und des Frühbarock. - Auf einem vierseitigen glatten Sockel steht ein einfaches glattes Kreuz aus Gusseisen mit einer Skulptur. | 25120/4-1034 Info Katalog | weitere Bilder            |
| Stráž nad Ohří, k. ú. Korunní, st. 97, k. ú. Stráž u Hradiště I (Standort) | Grabkapelle Karl Gölsdorf                                          | Die Grabkapelle von Karl Gölsdorf wurde wahrscheinlich vor 1912 im neugotischen Stil erbaut. Ein kleines Gebäude mit rechteckigem Grundriss und Giebelfassade mit markanten gotischen Elementen. Bis 2015 im Gelände des Truppenübungsplatzes Hradiště. | 105093 Info Katalog       | Grabkapelle Karl Gölsdorf |
| Boč 21 (Standort)                                                          | Pfarrhaus (Fara)                                                   | Zum Denkmalkomplex gehört das spätbarocke Pfarrhaus und das Friedhofstor. Das ursprüngliche Fachwerk wurde durch eine Ziegelkonstruktion ersetzt, nur die Aufteilung von Erdgeschoss und Kellerraum sind geblieben. Die ursprüngliche Ausstattung und ein bemerkenswerter Saal mit gemalten biblischen Szenen und Vasen an den Wänden blieben erhalten. | 45889/4-738 Info Katalog  | weitere Bilder            |
| Malý Hrzín 8 (Standort)                                                    | Bauernhaus Nr. 8                                                   | Bauerngehöft aus dem 18. Jahrhundert mit einem erhaltenen bemerkenswerten Portal vom sächsischen Renaissance-Typ. Der Komplex besteht aus dem Wohnhaus, einer Scheune, einem Getreidespeicher mit Fachwerkboden und Schalungsgiebel sowie einer Kapelle mit einem prismatischen Turm. | 44973/4-939 Info Katalog  | weitere Bilder            |
| Malý Hrzín 13 (Standort)                                                   | Bauernhaus Nr. 13                                                  | Bauernhaus aus den 1830er Jahren, in fast authentischer Form erhalten. Ein zweistöckiges Backsteingebäude im südlichen Teil des Dorfes an der Straße von Boč (Wotsch) nach Srní (Boksgrün). Es besitzt einen rechteckigen Grundriss mit einem Ausgang vom 1. Stock zur Straße. Es ist in der Breite zur Straße ausgerichtet. Die Hauptfassade zeigt acht Fensterachsen. | 105064 Info Katalog       | BW                        |
| Malý Hrzín 133 (Standort)                                                  | Bauernhaus Nr. 133                                                 | Bauernhaus aus der Mitte des 18. Jahrhunderts, eine Art Scheunentyp, der für den Nordwesten Böhmens charakteristisch ist. In einer sehr authentischen Form erhalten. Ein zweistöckiges Backsteingebäude im nördlichen Teil des Dorfes Malý Hrzín (Kleingrün) an der Straße von Boč nach Srní. Das Gebäude hat einen rechteckigen Grundriss. Es ist in der Breite der Straße ausgerichtet. Die Hauptfassade zeigt acht Fensterachsen. | 105086 Info Katalog       | weitere Bilder            |
| Osvinov, auf dem Berg Nebesa (638 m) (Standort)                            | Burg Himmelstein (Hrad Himlštejn)                                  | Die Ruinen der Burg Himlštejn (auch Himmelstein). Die Burg wurde wahrscheinlich von Wilhelm von Illburk während der Hussitenkriege erbaut. Unter der Familie Šlik (nach 1528) wurde es vernachlässigt und 1574 bereits als verfallen eingestuft. Erhalten sind der Keller des Wohnturms mit der angrenzenden Mauer, der Rest des Palastes und das 1. Tor sowie die Überreste der Parkmauer. | 22696/4-993 Info Katalog  | weitere Bilder            |
| Stráž nad Ohří ()                                                          | Burgstätte Himmelstein                                             | Befestigte Siedlung - Burgstätte. Mittelalterliche Feste Himmelstein (2004 nicht gefunden). | 25903/4-1036 Info Katalog |                           |

## Stružná(Gießhübel)
| Lage                          | Objekt                                                             | Beschreibung                        | ÚSKP-Nr.                  | Bild                                 |
| ----------------------------- | ------------------------------------------------------------------ | ----------------------------------- | ------------------------- | ------------------------------------ |
| Stružná (Standort)            | Schloss Stružná                                                    | Neorenaissance-Schloss              | 27725/4-1038 Info Katalog | weitere Bilder                       |
| Stružná (Standort)            | Nepomukstatue                                                      | Statue des hl. Johannes von Nepomuk | 28024/4-1039 Info Katalog | Nepomukstatue                        |
| Žalmanov 38 (Standort)        | Pfarrhaus                                                          | Pfarrhaus                           | 29390/4-1140 Info Katalog | Pfarrhaus                            |
| Žalmanov (Sollmus) (Standort) | Kirche Mariä Himmelfahrt Žalmanov (Kostel Nanebevzetí Panny Marie) | Kirche Mariä Himmelfahrt            | 25052/4-3982 Info Katalog | weitere Bilder                       |
| Nová Víska ()                 | Nischenkapelle (Výklenková kaplička)                               | Nischenkapelle                      | 32811/4-964 Info Katalog  | Nischenkapelle (Výklenková kaplička) |

## Útvina(Uitwa)
| Lage                                                       | Objekt                                          | Beschreibung                | ÚSKP-Nr.                  | Bild           |
| ---------------------------------------------------------- | ----------------------------------------------- | --------------------------- | ------------------------- | -------------- |
| Útvina (Standort)                                          | Kirche des hl. Veit (Kostel svatého Víta)       | Kirche des hl. Veit         | 26352/4-1106 Info Katalog | weitere Bilder |
| Přílezy, südwestlich von der Bartholomäuskirche (Standort) | Bildstock                                       | Bildstock                   | 12441/4-4977 Info Katalog | weitere Bilder |
| Přílezy (Standort)                                         | Bartholomäuskirche (Kostel svatého Bartoloměje) | Kirche des hl. Bartholomäus | 22508/4-1017 Info Katalog | weitere Bilder |
| Přílezy, südwestlich von der Bartholomäuskirche (Standort) | Kruzifix                                        | Kruzifix                    | 12442/4-4908 Info Katalog | Kruzifix       |
| Svinov (Standort)                                          | Florianskapelle                                 | Florianskapelle             | 51246/4-5264 Info Katalog | weitere Bilder |

## Velichov(Welchau)
| Lage                                            | Objekt                                                    | Beschreibung                                            | ÚSKP-Nr.                  | Bild           |
| ----------------------------------------------- | --------------------------------------------------------- | ------------------------------------------------------- | ------------------------- | -------------- |
| Velichov (Standort)                             | Feste Velichov                                            | Feste – Festung (2004 nicht gefunden)                   | 45270/4-1119 Info Katalog | BW             |
| Velichov, auf dem Liščí vrch (486 m) (Standort) | Burgstätte                                                | Befestigte Siedlung – archäologische Spuren, Burgstätte | 32990/4-1118 Info Katalog | Burgstätte     |
| Velichov (Standort)                             | Kirche Mariä Himmelfahrt (Kostel Nanebevzetí Panny Marie) | Kirche Mariä Himmelfahrt                                | 103615 Info Katalog       | weitere Bilder |
| Velichov 1 (Standort)                           | Schloss Velichov                                          | Schloss                                                 | 21504/4-1120 Info Katalog | weitere Bilder |
| Velichov (Standort)                             | Grabstein an der Friedhofsmauer                           | Friedhof, Grabstein an der Friedhofsmauer               | 22019/4-1121 Info Katalog | weitere Bilder |
| Velichov 72 (Standort)                          | Speicherhaus Nr. 72                                       | Bauerngehöft mit Speicher                               | 18888/4-1122 Info Katalog | weitere Bilder |
| Velichov (Standort)                             | Nepomukstatue                                             | Nepomukstatue                                           | 25330/4-1123 Info Katalog | weitere Bilder |

## Verušičky(Klein Werscheditz)
| Lage                   | Objekt                                             | Beschreibung                    | ÚSKP-Nr.                  | Bild           |
| ---------------------- | -------------------------------------------------- | ------------------------------- | ------------------------- | -------------- |
| Verušičky (Standort)   | Dreifaltigkeitskirche (Kostel Nejsvětější Trojice) | Dreifaltigkeitskirche           | 50367/4-5193 Info Katalog | weitere Bilder |
| Verušičky 1 (Standort) | Schloss Verušičky                                  | Schloss                         | 27389/4-1128 Info Katalog | weitere Bilder |
| Luka 1 (Standort)      | Schloss Luka                                       | Schloss                         | 12811/4-4971 Info Katalog | weitere Bilder |
| Luka ()                | Feste                                              | Feste – Festung, nicht gefunden | 26623/4-938 Info Katalog  |                |
| Luka (Standort)        | Kapelle der hl. Anna                               | Kapelle der hl. Anna            | 22795/4-936 Info Katalog  | weitere Bilder |
| Luka (Standort)        | Mariensäule                                        | Mariensäule                     | 38151/4-937 Info Katalog  | weitere Bilder |
| Luka (Standort)        | Kirche des hl. Laurentius (Kostel sv. Vavřince)    | Kirche des hl. Laurentius       | 32375/4-935 Info Katalog  | weitere Bilder |
| Týniště 23 (Standort)  | Wassermühle                                        | Wassermühle                     | 103489 Info Katalog       | weitere Bilder |
| Vahaneč (Standort)     | Marienkapelle                                      | Marienkapelle                   | 27939/4-1108 Info Katalog | weitere Bilder |

## Vojkovice(Wickwitz)
| Lage                                                      | Objekt                          | Beschreibung                                                     | ÚSKP-Nr.                  | Bild           |
| --------------------------------------------------------- | ------------------------------- | ---------------------------------------------------------------- | ------------------------- | -------------- |
| Vojkovice, auf einem Hügel am Mäander der Eger (Standort) | Burgstätte (Hradiště Burgstadt) | Befestigte Siedlung – archäologische Spuren (Hradiště Burgstadt) | 36579/4-1133 Info Katalog | BW             |
| Jakubov (Standort)                                        | Sühnekreuz                      | Sühnekreuz                                                       | 40823/4-862 Info Katalog  | weitere Bilder |

## Vrbice(Großfürwitz)
| Lage                                             | Objekt        | Beschreibung | ÚSKP-Nr.                  | Bild |
| ------------------------------------------------ | ------------- | --- | ------------------------- | ---- |
| Vrbice, Dorfplatz (Standort)                     | Kříž          | Das Eiserne Kreuz (1859, genannt Gemeindekreuz) auf prismatischen Sockel befindet sich auf dem Dorfplatz von Vrbice. | 28524/4-1134 Info Katalog | BW   |
| Skřipová, am Weg südöstlich des Dorfs (Standort) | Nepomukstatue | Statue des hl. Johannes von Nepomuk auf einem prismatischen Sockel mit Reliefkartusche, Inschrift und Datierung aus dem Jahr 1858. Das Werk ist vom Bildhauer Eduard Leinmüller signiert. Es ist von vier Säulen, ursprünglich auch mit einer Kette und vier Bäumen, umgeben. | 106307 Info Katalog       | BW   |

## Vysoká Pec(Hochofen)
| Lage                             | Objekt                                                   | Beschreibung             | ÚSKP-Nr.                  | Bild           |
| -------------------------------- | -------------------------------------------------------- | ------------------------ | ------------------------- | -------------- |
| Rudné, im Ortszentrum (Standort) | Kirche Mariä Heimsuchung (Kostel Navštívení Panny Marie) | Kirche Mariä Heimsuchung | 33152/4-4052 Info Katalog | weitere Bilder |